# Gregor Fučka
Gregor Fučka (ur. 7 sierpnia 1971 w Kranju) – słoweński koszykarz, występujący na pozycjach silnego skrzydłowego lub środkowego, posiadający także włoskie obywatelstwo, olimpijczyk, dwukrotny medalista mistrzostw Europy, po zakończeniu kariery zawodniczej trener koszykarski, obecnie trener drużyn młodzieżowych w zespole Fortitudo Bolonia oraz selekcjoner kadry Włoch do lat 15 i 16.

## Osiągnięcia

### Klubowe
- Mistrz:
  - Euroligi (2003)
  - Hiszpanii (2003, 2004)
  - Włoch (1996, 2000)
  - Katalonii (2005, 2007)
- Zdobywca:
  - pucharu:
    - ULEB (2007)
    - Hiszpanii (2003)
    - Włoch (1996, 1998)

  - superpucharu:
    - Włoch (1998)
    - Hiszpanii (2004)
- Finalista Pucharu Koracza (1994, 1995, 1996)

### Indywidualne
- Europejski zawodnik roku:
  - Mr Europa (2000)[1]
  - Euroscar (2000)[1]
- MVP:
  - finałów ligi włoskiej (2000)
  - meczu gwiazd ligi włoskiej (2001)
  - kolejki Euroligi (7 - 2000/2001, 3 i 4 - 2001/2002, 9 - 2003/2004)
- Zaliczony do I składu Euroligi (2001)
- Uczestnik meczu gwiazd:
  - ligi włoskiej (1996/1997, 1999, 2000)
  - Euro All-Star Game (1997, 1999)

### Reprezentacja
Drużynowe
- Mistrz:
  - Europy:
    - 1999
    - U–18 (1990)

  - igrzysk śródziemnomorskich (1991)
- Wicemistrz:
  - Europy (1997)
  - igrzysk dobrej woli (1994)
  - świata U–19 (1991)
- Brąz turnieju FIBA Diamond Ball (2000)
- Uczestnik:
- igrzysk olimpijskich 2000 – 5. miejsce)
  - mistrzostw:
    - świata:
      - 1998 – 6. miejsce
      - U–22 (1993 – 4. miejsce)

    - Europy (1995 – 5. miejsce, 1997, 1999, 2001 – 11. miejsce)

Indywidualne
- MVP:
  - EuroBasketu (1999)
  - turnieju Akropolu (2001)
- Zaliczony do I składu najlepszych zawodników mistrzostw:
  - świata (1998)
  - Europy (1999)